# Internet en Afrique

En 2012, la pénétration d'internet en Afrique est encore très en retard.

La situation d'Internet en Afrique est marquée par un important retard de développement, et un accès à un réseau lent. Malgré cette situation difficile, le déploiement de réseau progresse et en 2015 29 % des Africains ont accès à Internet.

## Historique

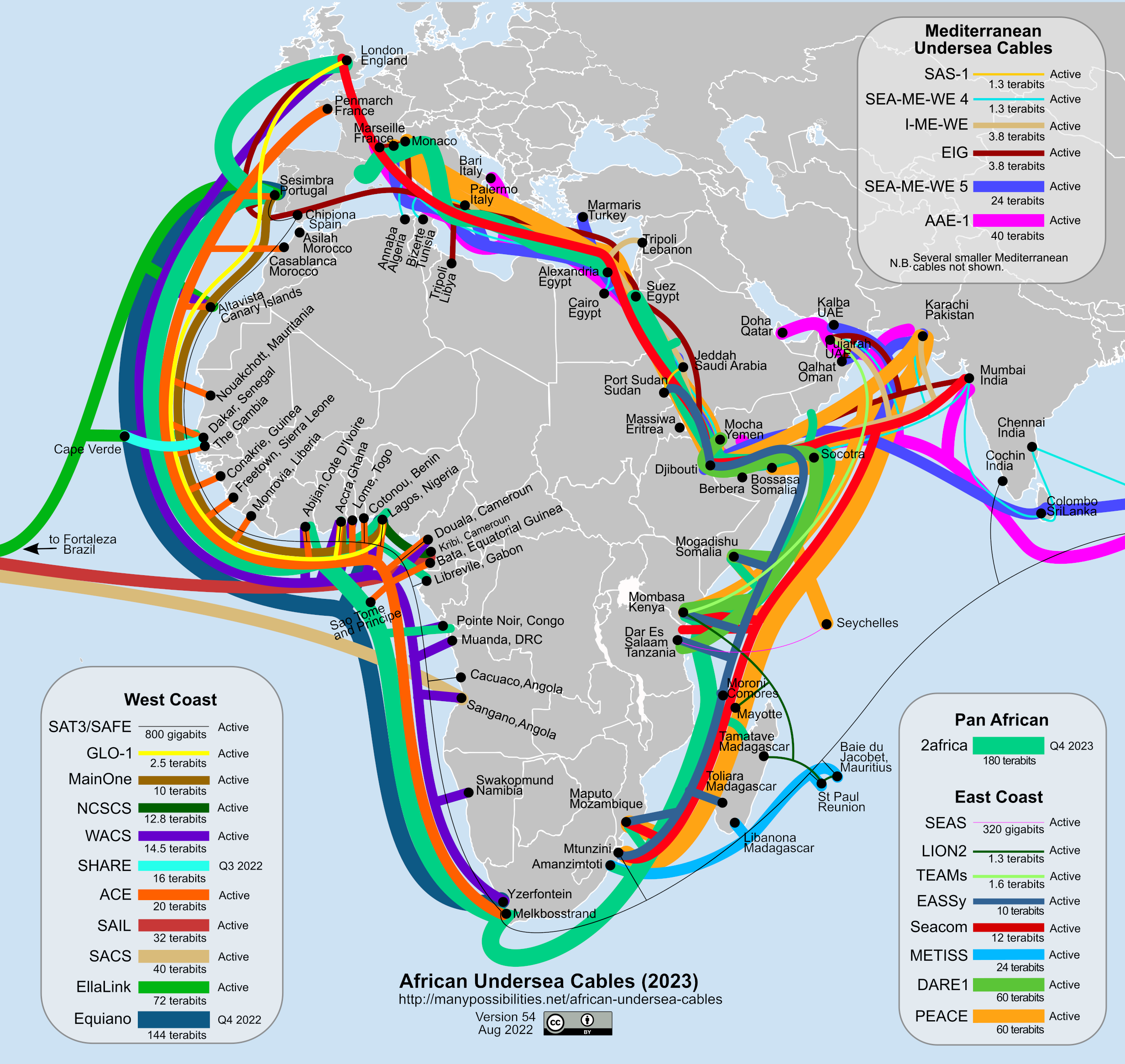
Câbles sous-marins autour de l'Afrique en 2023.

En 1994, on ne comptait que deux pays possédant un réseau internet : l'Afrique du Sud et l'Égypte. La liste s'allongea rapidement pour qu'en 2000 la quasi-totalité des pays puissent avoir un accès au web. Cependant, les premières lignes étaient lentes (entre 9,6 et 64 kb/s) et très rares, l'accès se limitant aux capitales ou aux grands centres urbains, ce qui avait pour effet des prix élevés. En l'an 2000, on comptait une connexion pour 2 500 habitants au Sénégal, alors qu'en Europe, ce taux s'approchait du tiers, et parallèlement, 1/100 000 des pages Internet mondiales étaient d'origine africaine. En 2010, on comptait 86 millions d'utilisateurs de l'Internet, soit un taux de pénétration de plus de 8 % (1 africain sur 12), correspondant à 5 % des utilisateurs dans le monde. Durant cette période, plusieurs projets ont été avancés, notamment pour connecter par câble de fibre optique l'Algérie et plusieurs pays d'Afrique Centrale. On apprenait également début juin 2010 que France Télécom avait entrepris la construction d'une ligne océanique de 17 000 kilomètres reliant l'Afrique du Sud nommée ACE.

## Grandes infrastructures
L'Afrique est reliée au reste du réseau Internet par des câbles sous-marins, les liens terrestres entre pays étant peu développés. Le câble SAT-3 est mis en service en 2001. Pendant longtemps, il s'agit du seul moyen de relier l'Afrique au reste d'Internet. Le câble EASSy est mis en service en 2011. Le câble WACS, mis en service en 2012, dessert 12 pays africains.

## Dynamiques d'aménagement
À la fin des années 2000, les pays du Maghreb disposaient d'un réseau relativement bien connecté au reste du monde, mais les manques d'infrastructures étaient les plus marqués en Afrique subsaharienne. Si le continent africain est relié par plusieurs câbles sous marins dont certains à la fibre optique, la distribution de lignes peine à pénétrer à l'intérieur des terres, et se limite aux côtes.
| Pays           | Nombre d'utilisateurs (2009) | Population  | Taux de pénétration (2009) |
| -------------- | ---------------------------- | ----------- | -------------------------- |
| Maroc          | 13 213 000                   | 31 671 474  | 42 %                       |
| Tunisie        | 3 500 000                    | 10 589 025  | 33 %                       |
| Nigeria        | 43 989 000                   | 149 283 240 | 30 %                       |
| Égypte         | 20 136 000                   | 84 474 000  | 24 %                       |
| Algérie        | 4 700 000                    | 36 057 838  | 13 %                       |
| Zimbabwe       | 1 423 000                    | 11 651 858  | 12,2 %                     |
| Ouganda        | 3 200 000                    | 31 367 972  | 10,2 %                     |
| Kenya          | 3 996 000                    | 39 002 772  | 10 %                       |
| Afrique du Sud | 4 420 000                    | 49 052 489  | 9 %                        |

## Evolutions majeurs par pays

### Burkina Faso
Le Burkina Faso connais une croissance relativement forte en terme de pénétration d'internet. De 2015 à 2025, le pays est passé de 1,2 millions d'utilisateurs actifs d'internet à 5,75 millions,. 

## Langues utilisées
Les principales langues utilisées sur Internet en Afrique ne sont pas connues. Selon les données de consultations de Wikipédia, les principales langues de consultation de l'encyclopédie en Afrique sont les suivantes :
| Rang | Langue    | Pages Vues    | %   |
| ---- | --------- | ------------- | --- |
| 1    | Anglais   | 1 044 128 000 | 43  |
| 2    | Français  | 654 124 000   | 27  |
| 3    | Arabe     | 606 563 000   | 25  |
| 4    | Portugais | 35 783 000    | 1   |
|      | Afrique   | 2 405 648 000 | 100 |